# Ismo Toukonen
Ismo Toukonen (Finlandia, 25 de abril de 1954) es un atleta finlandés retirado especializado en la prueba de 3000 m obstáculos, en la que consiguió ser meadallista de bronce europeo en 1978.

## Carrera deportiva
En el Campeonato Europeo de Atletismo de 1978 ganó la medalla de bronce en los 3000 m obstáculos, con un tiempo de 8:18.29 segundos, llegando a meta tras el polaco Bronislaw Malinowski y el alemán Patriz Ilg (plata).